# Production audiovisuelle
Pour les articles homonymes, voir Production (homonymie).

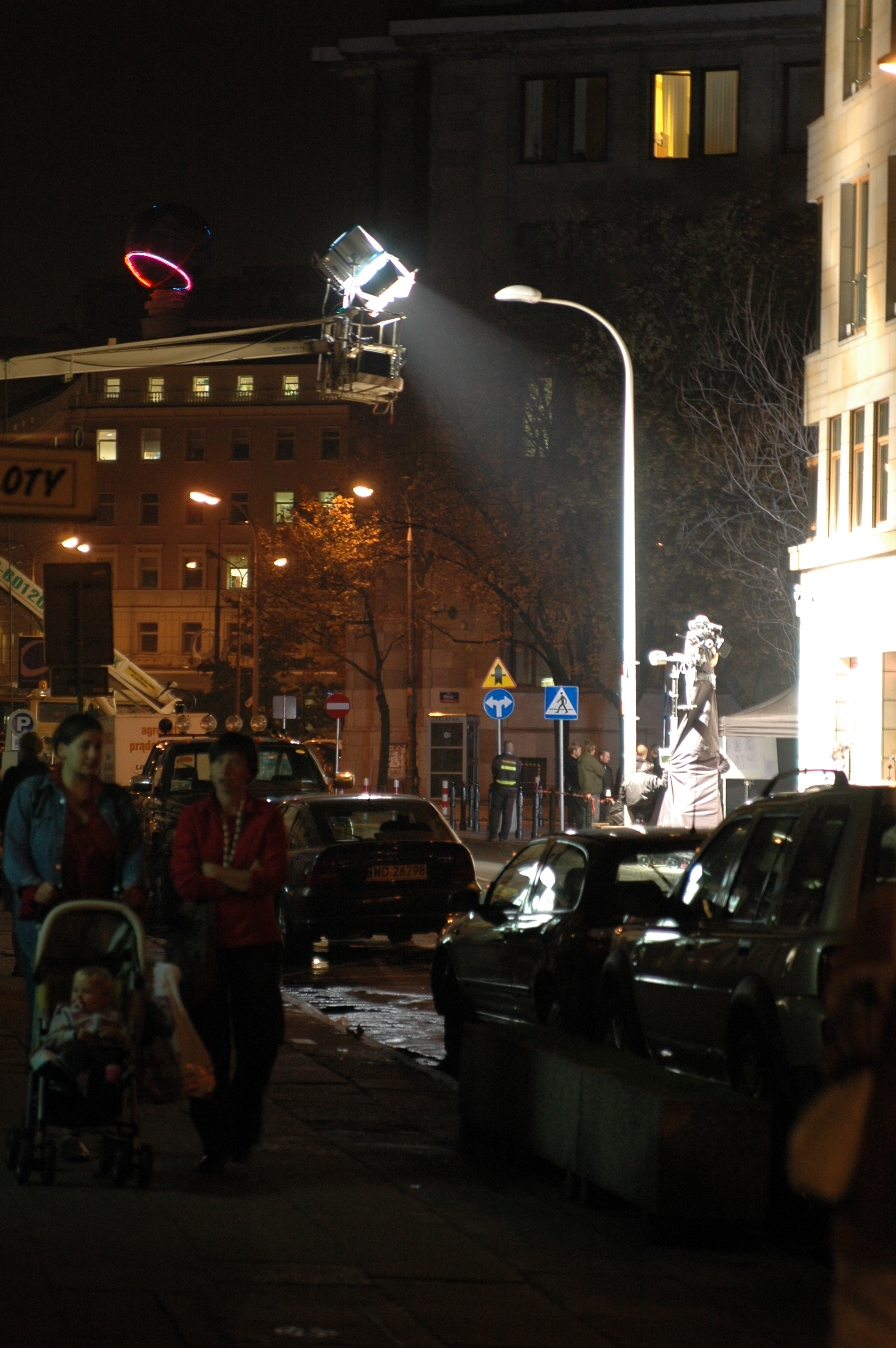
Un film est tourné à Varsovie.

La production audiovisuelle est l'industrie de la conception et de la réalisation des œuvres audiovisuelles telles que les films, les vidéos et les émissions de télévision. Elle est assurée par les sociétés de production, dites aussi « maisons de production ».
La production (nom donné habituellement à la production de film) est le processus de fabrication d'un film. La production d'un film nécessite deux étapes préalables puis trois étapes principales :
- l'écriture : il s'agit de l'écriture du scénario parfois sur la base d'une œuvre existante (roman, nouvelle, jeu vidéo, bande dessinée, etc.) ;
- le développement : c'est la conception du film qui comporte les différentes études préalables à la décision de lancer la production elle-même ; grandes lignes du sujet, droit d'auteur, faisabilité technique, etc. ;
- la pré-production : c'est la préparation qui est réalisée avant le tournage, période pendant laquelle la distribution et l'équipe du film est rassemblée, les sites sont sélectionnés et les décors sont construits, etc. ;
- la production : période pendant laquelle les éléments visuels et sonores du film sont enregistrés (ou fabriqués pour les films d'animation ou en images de synthèse) ;
- la post-production : le film est mis en forme, la bande sonore (dialogue) est réalisée en parallèle, la musique et les effets sonores sont composés et enregistrés, divers effets graphiques sont rajoutés ; le tout est mixé et associé avec les images pour que le film soit complet (fixé).

## Écriture
L'écriture peut être à l'initiative d'un auteur ou une collaboration avec un producteur. Le point de départ du film peut être une œuvre existante (livre, film, histoire vraie, etc.) et l'adaptation peut être plus ou moins fidèle.
Tout d'abord, un synopsis comporte les grandes lignes de l'intrigue. Puis un script décrit l'histoire, son atmosphère et ses caractéristiques, en 25 à 30 pages. Celui-ci ne contient encore que peu de dialogues et d'éléments de direction d'acteurs, mais présente souvent des croquis qui aident à visualiser les points principaux.
Un scénariste écrit ensuite un scénario, lequel peut parfois être réécrit plusieurs fois pour améliorer le caractère dramatique, la structure, les dialogues, et l'ensemble du style.

## Développement
Le développement est l'étude de faisabilité du film : moyens techniques, acteurs, techniciens clés, coûts mais aussi stratégie marketing et audience visée. À cette étape le producteur du film choisit un scénario et le complète. Il propose le projet de scénario auprès d'investisseurs, de studios et d'autres parties pour évaluation. Un distributeur peut être contacté dès ce stade afin de garantir l'accès au marché et un succès financier potentiel pour le projet. Les parties considèrent des facteurs tels que le genre du film, l'historique du succès de films analogues, les acteurs et le réalisateur pressentis ; ces facteurs permettent de projeter une estimation de l'audience.
Le producteur décidera de réaliser le film s'il estime pouvoir rentrer dans ses frais, voire faire un bénéfice. Les recettes attendues proviennent de sources diverses :
- Les aides publiques : subventions directes (notamment du CNC en France), incitations fiscales, sociétés d'investissement (type SOFICA), etc. ;
- Le placement de produit et autres formes de sponsoring (villes, régions, etc.) ;
- Les droits de diffusion : vente à des distributeurs (vente de billets dans des réseaux de salles), pré-vente à des chaînes de télévision, distributeurs de vidéo à la demande (VOD), etc. ;
- La diffusion sur des supports physiques comme le DVD ou Blu-ray.

Pour atteindre cet objectif, il est fréquent que plusieurs producteurs de pays différents s'associent. Chaque producteur va démarcher des clients (notamment des chaînes de télévision) de son pays et investir dans le film en proportion des recettes espérées. On parle alors de « co-production » : le producteur délégué est celui qui prend la responsabilité financière de la réalisation du film devant les autres producteurs, qui ont le titre de producteurs associés. Le producteur délégué peut embaucher un (ou plusieurs) producteur exécutif dont la mission consiste à concrétiser le projet dans le respect du budget et du délai.

## Pré-production
Pendant la pré-production, chaque étape est réellement établie pour concevoir précisément le film et le planifier. La société de production est créée et un office de production est mis en place. La production séquencée dans le storyboard est visualisée avec l'aide des illustrateurs et des concepteurs. Un budget de production est établi pour planifier les dépenses du film. Pour les productions importantes, des assurances sont souscrites pour garantir une protection contre les accidents éventuels.
Le producteur embauche une équipe. La nature du film et son budget déterminent la taille de l'équipe utilisée durant la réalisation du tournage. De nombreux films à grand spectacle hollywoodiens emploient des centaines de comédiens et de personnels, alors que des films à petit budget pour des producteurs indépendants peuvent fonctionner avec une petite équipe de moins de dix personnes. Les fonctions typiques de l'équipe sont :
- Le réalisateur est principalement responsable de l'histoire, des décisions artistiques et de la réalisation du film.
- Le directeur de production gère le budget de la production et la planification de la production. Il rend aussi compte, au nom de la société de production aux financeurs du film.
- L'assistant-réalisateur (directeur assistant) met en œuvre le programme des prises de vues et assure, parmi de nombreuses tâches, la logistique de la production. Parfois, il y a plusieurs assistants de direction, avec des responsabilités différentes.
- Le directeur de la distribution trouve les acteurs qui remplissent les différentes parties du script. Il les auditionne.
- Le chef de studio trouve et organise les locaux du tournage. La plupart des images sont acquises dans l'environnement contrôlé d'un studio, mais occasionnellement des séquences en extérieur nécessitent des repérages des lieux de tournage.
- Le directeur de la photographie (DOP) est le cadreur qui filme l'ensemble de l'œuvre.
- L'ingénieur du son (DoA) est le responsable qui supervise la bande-son de l'ensemble du film. Pour les productions du monde occidental, le rôle d'éditeur de la bande sonore est important[2].
- Le mixeur du son est à la tête du département du son durant toutes les étapes de la production du film. Il enregistre et mixe les effets sonores, les dialogues et les ambiances sonores en mono et en stéréo[3],[4]. Il travaille étroitement avec le perchiste, le réalisateur, l'assistant-réalisateur, le directeur de la photographie et l'ingénieur du son.
- Le bruiteur conçoit les effets sonores du film[5], en collaboration avec le monteur son. Dans certaines productions, le bruiteur joue le rôle d'ingénieur du son.
- Le compositeur crée les musiques du film, mais souvent pas avant la phase de post-production.
- L'ingénieur de production crée les effets spéciaux du film, en travaillant avec le directeur artistique[5].
- Le directeur artistique dirige le département artistique qui réalise les réglages artistiques de la production.
- Le concepteur des costumes crée les vêtements pour donner le caractère du film en travaillant étroitement avec les acteurs, aussi bien qu'avec les autres départements.
- Les maquilleurs et les coiffeurs travaillent aussi étroitement avec le concepteur des costumes pour donner au film son caractère propre.
- Le concepteur du storyboard crée des images qui aident le réalisateur et le directeur de production pour communiquer leurs idées à l'équipe de production.
- Le chorégraphe crée et coordonne les mouvements et la danse en fonction du caractère de la musique. Certains films nécessitent aussi un maître d'armes pour les combats.

## Production
En production, le film est créé et enregistré. La plupart des membres de l'équipe sont présents à cette période et en particulier le propriétaire, le script, les assistants de direction, bien sûr le photographe, l'éditeur de la photo et l'ingénieur du son. Ceux-ci tiennent les rôles les plus constants lors de la réalisation d'un film ; la maison de production est libre de créer un mélange unique des rôles pour assurer les différentes responsabilités nécessaires à la réalisation du film.
Une journée habituelle commence avec l'arrivée des équipes sur le lieu du tournage. Les acteurs ont leurs propres horaires distincts. Dès que le décor est construit, les éclairagistes peuvent être à l’œuvre pendant plusieurs heures. L'équipe d'électriciens et d'ingénieurs de production est en poste avec les cadreurs et le département de prise de son. Pendant que l'équipe de tournage prépare son équipement, les acteurs revêtent leurs costumes et se soumettent aux coiffeurs et maquilleurs. Les acteurs répètent leur texte et leurs mouvements avec le réalisateur et l'équipe de prise de vue et de son et décident des ajustements. Finalement, la prise de vue est réalisée, elle sera répétée et rectifiée aussi souvent que nécessaire.
La plupart des productions américaines suivent une procédure spécifique[réf. nécessaire] :
L'assistant de direction (AD) dit : « Image prête » pour informer tout le monde que la prise de vue est sur le point d'être enregistrée, puis : « Du calme, tout le monde ». Dès que chacun est prêt pour l'enregistrement, l'assistant réalisateur dit : « Le son » (si la séquence implique une prise de son), et l'ingénieur du son fait démarrer son équipement d'enregistrement, pour obtenir une bande des dialogues de la scène, et annonce : « Son en cours » quand il est prêt. L'assistant réalisateur suit avec : « Faites tourner les caméras », avec la réponse « rapide » par le chef cadreur une fois que la caméra commence à enregistrer.
Le clapman, qui est devant la caméra avec le clap, dit « marche » et donne un coup pour le fermer. Si la prise nécessite d'autres actions ou des actions d'arrière-plan, l'assistant réalisateur donne le signal (« action background ! »), et finalement c'est le réalisateur qui dit aux acteurs « action ! ».
La prise est terminée quand le réalisateur dit « coupez » et la caméra et le magnéto cessent d'enregistrer. Le superviseur du script note tous les problèmes et l'équipe son et image prend des notes techniques pour faire ses propres rapports. Si le réalisateur décide qu'une prise supplémentaire est nécessaire, tout le processus est répété. Une fois qu'il est satisfait, l'ensemble de l'équipe se déplace vers un autre angle de prise de vue ou de fonctionnement, jusqu'à ce que la scène soit entièrement « couverte ». Quand les prises de vues sont terminées pour cette scène, l'assistant réalisateur déclare « emballez » et « on avance » et l'équipe s'arrête ou démonte le décor de cette scène.
À la fin de la journée, le réalisateur approuve le programme des prises de vue du lendemain et le rapport de progression journalier qu'il envoie à la maison de production. Celui-ci comprend les feuilles de rapport de la continuité, de l'équipe son et caméras. La feuille d'appel quotidienne est distribué aux acteurs et à l'équipe pour leur indiquer quand et où ils devront tourner le jour suivant. Plus tard, le réalisateur, le producteur, et d'autres dirigeants des départements concernés (et parfois les acteurs) peuvent re-visionner les prises du jour ou de la veille pour reconsidérer leur travail.
Quand le film est entièrement « dans la boîte », en fin de phase de production, il est habituel que la société de production organise une fête de clôture réunissant les acteurs et les équipes de tournage.

## Post-production
La postproduction (ou post-production) est l'étape finale avant que le film ne soit présenté. Elle comprend plusieurs étapes qui vont conduire à l'achèvement de l'œuvre filmique. Cette étape comprend notamment le montage du film et le travail sur le son (mixage).
Au cours du montage, les plans (rushes) tournés et choisis au cours du tournage (les « bons à tirer », les « bonnes prises ») sont assemblés par un ou plusieurs monteurs images. L'utilisation du numérique lors du processus de la réalisation d'un film a profondément modifié la phase de montage qui se fait dorénavant sur ordinateur et débute souvent avant la fin même du tournage.
En parallèle de ce montage image se fait le travail sur le son (« montage son », mixage). C'est ici que sont assemblées toutes les sources sonores, que sont ajoutés les bruitages, les pistes de post-synchronisation (« post-synchro »), etc.
Le film est ensuite exporté et dupliqué pour sa distribution en salles.

## Diffusion
Un dossier de presse, des affiches et d'autres matériels publicitaires sont produits pour la promotion du film. Le distributeur expose le film avec des événements de lancement : des avant-premières, une diffusion à la presse, des interviews, un site internet. Le film est projeté dans des cinémas sélectionnés et des DVD sont diffusés quelques mois après (quatre mois en France). Les droits de distribution pour un film et les DVD sont habituellement vendus dans le monde entier.

## Les producteurs

### Les grands studios américains
Une part importante de la production audiovisuelle et de cinéma est réalisée par quelques grandes entreprises de Californie (les « Studios »), notamment à Hollywood.

### La production française
France.tv Studio est la filiale du groupe France Télévisions chargée de la production de contenus télévisuels. En mai 2020, Delphine Ernotte, présidente du groupe France Télévisions, annonce une augmentation du budget alloué à la production télévisuelle passant de 420 à 440 millions d’euros.

### Les autres pays du cinéma
En dehors des États-Unis, d'autres pays connaissent une production vivace, comme l'Inde (Bollywood) et le Nigeria (Nollywood).

### Producteurs indépendants
La production de films peut se faire en dehors des filières principales, elle est alors appelée « production indépendante ». Depuis l'introduction des technologies numériques, les moyens de fabrication se sont démocratisés. Le montage des prises de vues, la création de bandes son, le mixage, peuvent être réalisés sur un ordinateur personnel. Toutefois, le financement, la distribution et la promotion, restent difficiles à concrétiser en dehors des circuits traditionnels.
Dans le passé, la plupart des producteurs indépendants ont compté sur les festivals (comme le festival du film de Sundance) pour faire remarquer leurs films et les vendre à la distribution. Internet a permis une forme de distribution relativement peu coûteuse pour les films indépendants. Il en a résulté l'émergence de plusieurs compagnies pour aider à la production des films indépendants vus et vendus à travers le flux du marché de l'internet, souvent en parallèle avec les titres populaires d'Hollywood. Avec internet, les producteurs indépendants, qui n'arrivaient pas à recueillir l'attention de la distribution traditionnelle, ont maintenant la possibilité d'atteindre une audience globale.